# Laothoe habeli
Laothoe habeli là một loài bướm đêm thuộc họ Sphingidae. Loài này có ở Trung Quốc. Ở Thiểm Tây nó có ở độ cao từ 1500 mét đến 1900 mét và ở Tứ Xuyên lên đến độ cao 2400 mét.
Sải cánh khoảng 60–74 mm. Mỗi năm loài này có một thế hệ Cá thể trưởng thành mọc cánh từ tháng 5 tới tháng 6 hoặc tháng 7.